# محسن عندلیب
محسن عندلیب (زاده ۲۶ خرداد ۱۳۶۲ در اصفهان) بازیکن والیبال ایرانی و عضو سابق تیم ملی والیبال مردان ایران است. او سابقه بازی در تیم‌های ذوب آهن اصفهان، پاس تهران، صنام تهران، گل گهر سیرجان، سایپا البرز، الزهرا لبنان، کاله مازندران و پیکان تهران را دارد.

## افتخارات
- بهترین بازیکن جام باشگاهای آسیا